# スペース・アドベンチャーズ
スペース・アドベンチャーズ（英語: Space Adventures, Ltd.）は、アメリカ合衆国バージニア州の宇宙旅行会社。1998年にエリック・C・アンダーソンが設立した。2010年には大気圏内での無重力体験、宇宙飛行(オプションで宇宙遊泳が行われる)等に加え、飛行士としての訓練や宇宙遊泳の訓練、打ち上げツアーなどの体験型のその他の宇宙飛行関連サービスを提供している。計画ではこれまでに弾道宇宙飛行や月への宇宙飛行も公表されている。2009年には7人の顧客が軌道宇宙飛行計画に参加し、今後の弾道宇宙飛行計画も同じく多くの予約が存在する

## 背景
エリック・C・アンダーソンは社長であり最高経営責任者である。彼は1998年にいくらかの他の航空宇宙、冒険旅行、娯楽産業の分野の企業家と会社を共同設立した。本社はバージニア州ビエナにあり、モスクワにも支社がある。スペース・アドベンチャーズは国際宇宙ステーションへの宇宙飛行ミッション、月周回ミッション、無重力飛行、宇宙飛行訓練プログラム、宇宙飛行資格プログラム、将来計画している弾道飛行の予約などさまざまな宇宙旅行プログラムを提供する。
2001年から、スペース・アドベンチャーズは7人の顧客を8回のミッションでISSに打ち上げている。これらの7人はデニス・チトー、マーク・シャトルワース、グレゴリー・オルセン、アニューシャ・アンサリ、チャールズ・シモニー、リチャード・ギャリオット、ギー・ラリベルテの7人でありいずれも著名な実業家である。なお、チャールズ・シモニーは2度宇宙へ旅行を行っている。宇宙旅行の費用はおおよそ2000万ドルとされる。
2008年の1月、スペースアドベンチャーズは最初に、唯一FFA承認を受け、一般に公開して無重力飛行を行っていたゼロ・グラビティー・コーポレーションを購入した。
審議会にはアポロ11号で月面探査を行ったエドウィン・オルドリン、スペースシャトルの飛行士であるサミュエル・デュランス、トーマス・デヴィッド・ジョーンズ、バイロン・リッシェンバーグ、ノーマン・サガード、キャスリン・C・ソーントン、ピア・ツート、チャールズ・ウォーカー、スカイラブ乗組員のオーウェン・ギャリオット、ロシアの宇宙飛行士ユーリー・ウサチェフが加わっている

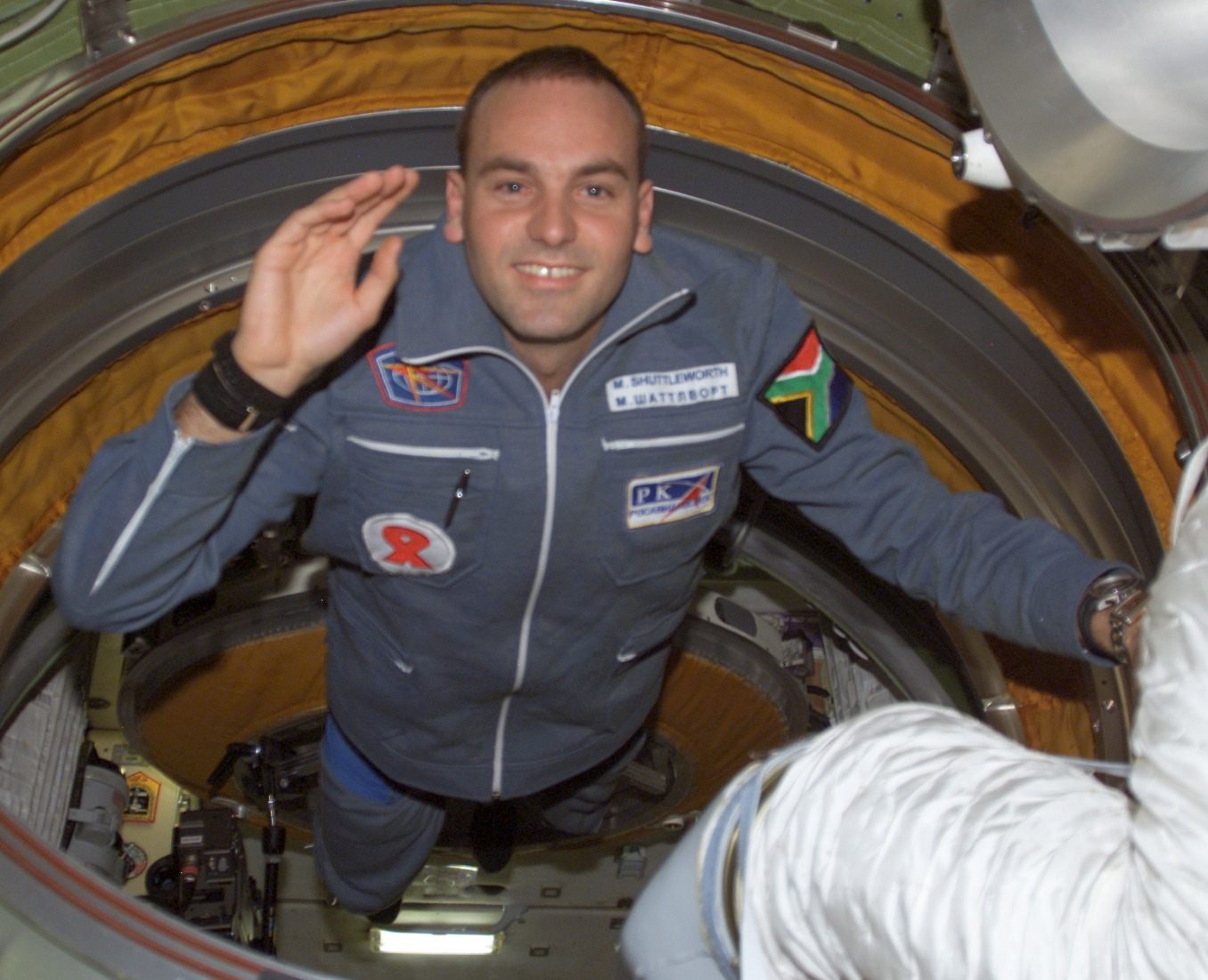
宇宙旅行を楽しむマーク・シャトルワース

## 軌道上商業宇宙ビジネス

### 宇宙飛行を行った顧客

#### デニス・チトー
最初の宇宙旅行客はデニス・チトーで、世界初の宇宙旅行客でもあった。2001年4月にソユーズTM-32でISSへ打ち上げられた。
彼はロシアのスターシティにあるガガーリン宇宙飛行士訓練センターで訓練を受けた。また、スペース・アドベンチャーズの無重力飛行、遠心力訓練、軌道飛行前の超音速ジェット機による宇宙の渚への到達など他のプログラムにも参加した。

#### マーク・シャトルワース
2人目の宇宙旅行客は南アフリカのマーク・シャトルワースであり、10日間宇宙に滞在した。また、彼は初めて宇宙に行ったアフリカ人となった。ロシアのユーリー・ギジェンコとロベルト・ヴィットーリの2人の乗組員とともに2002年4月25日にバイコヌール宇宙基地からTM-34で打ち上げられた。飛行より前、彼はスペース・アドベンチャーズの軌道事前承認プログラムを受け、ジョンソン宇宙センターでの1週間のオリエンテーション計画を含む8ヶ月間の訓練と検診を行った。無重力飛行、遠心訓練機、宇宙船通信、ソユーズやISSの誘導制御系の練習などを訓練として受けることになった。シャトルワーズは彼の宇宙飛行を南アフリカの若者の教育と捧げ、科学的研究を行った。

#### グレゴリー·オルセン
3人目の宇宙旅行客はグレゴリー・オルセンで、スターシティで900時間の訓練を行った。彼とクルーはバイコヌール宇宙基地から2005年10月1日にソユーズTMA-7で打ち上げられた。ISS搭乗中、彼は欧州宇宙機関が用意した人体の微小重力環境への反応の研究計画に参加した。ISSのアマチュア無線を通して、ニュージャージー州やニューヨーク州の高校生と交信した。

#### アニューシャ・アンサリ
4人目の宇宙旅行客はアニューシャ・アンサリで、世界初の女性宇宙旅行客だった。2006年9月18日にソユーズTMA-9でバイコヌールから打ち上げられた。8日間の国際宇宙ステーション滞在中、欧州宇宙機関の用意した貧血の裏にあるメカニズム、筋肉の変化の腰痛への影響、ISS乗組員への宇宙放射線の影響、宇宙ステーションで生息地を作った微生物の変わった種などの4つの研究を行った。

#### チャールズ・シモニー
5人目の宇宙旅行客は元マイクロソフト幹部のチャールズ・シモニーで、初めて2度宇宙へ旅行を行った。彼の最初の宇宙飛行は2007年4月にソユーズTMA-10で行われ、2度目の宇宙飛行は2009年3月にソユーズTMA-14で行われた。目的は民間宇宙飛行の促進、宇宙ステーションでの研究支援、世界の若者の目を宇宙旅行の科学に向けることであった。彼のウェブサイトは3300万人が閲覧している。

#### リチャード・ギャリオット
6人目の宇宙旅行客はゲーム製作者のリチャード・ギャリオットで、父のオーウェン・ギャリオットも宇宙飛行士であったため、アメリカで初めて親子で宇宙へ行った家庭となった。宇宙へ行った2番目の英国人となった。彼は2008年10月12日にソユーズTMA-13で打ち上げられた。目的は商業的参加の推奨であった。彼の宇宙飛行への個人、企業、団体の関与の育成によって、リチャードは宇宙の理解を促進し民間宇宙開発の商業的可能性を証明することを望んだ。なお、帰還時のソユーズTMA-12で一緒になったセルゲイ・ヴォルコフは世界で初めて親子で宇宙飛行士となった家庭である。

#### ギー・ラリベルテ
7人目の宇宙旅行客は、シルク・ドゥ・ソレイユの創設者のギー・ラリベルテで、カナダ人で初めての宇宙旅行客となった。2009年9月30日にソユーズTMA-16号で宇宙へ到達した。ワン・ドロップ財団を促進が目的であり、自らのミッションを「Poetic Social Mission」と宣言した。彼は史上初の芸術的、社会的なイベントである「Moving Stars and Earth for Water」を実施し、2009年10月9日に宇宙から放送された。これは2時間のイベントで、サルマ・ハエック、シャキーラ、ボノなどの多くの著名人が地上から参加した。彼はソユーズTMA-14で帰還した。

#### 前澤友作、平野陽三
ZOZOTOWNの創業者、ソユーズに搭乗、ISSに滞在した。前澤友作の同行者平野陽三は飛行中、カメラマンの役割を担った。

### 訓練のみ行った顧客
- バーバラ・バレット
- ランス・バス
- エスター・ダイソン
- 榎本大輔
- ニク・ハリク
- サラ・ブライトマン
- 高松聡

### オービタル・ミッション・エクスプローラーズ・サークル
この計画では個人が未来の宇宙飛行のために投資を行ってその金額順に優先的に座席を確保できる。彼らの宇宙旅行は優先権を認められており、また買い取った優先権を他の宇宙旅行客に販売もできる。グーグルの共同設立者で社長であるセルゲイ・ブリンは、将来の宇宙飛行に向けて500万ドルを預託して創立メンバーである「ファウンディング・エクスプローラー」グループになっている。
スペース・アドベンチャーズは最終的な未来の宇宙飛行や宇宙旅行への投資等の生涯目標を共有する宇宙旅行者の組合を立てるためにオービタル・ミッション・エクスプローラーズ・サークルを設立した。最初に「ファウンディング・エクスプローラー」の地位を6つ作り、それぞれが将来の軌道上ミッション参加のための優先アクセス権を持っている。

### 宇宙遊泳
2006年、ISSに旅行する客に対して宇宙遊泳のオプションの提供を開始すると発表した。最大で1.5時間ステーション外での宇宙遊泳に参加することが許可され、費用は1500万ドルである。これは軌道上での滞在を最大6日から8日に伸ばす。宇宙遊泳はロシアで設計されたオーラン宇宙服を用いる予定である。宇宙遊泳の訓練は通常の6ヶ月の訓練に加えて専門のトレーニングのために余分な時間を必要とする。

## 月面ミッション
スペース・アドベンチャーズは月を一周する月周回軌道の旅行計画であるDSEアルファ計画の事前予約を提供している。価格は1席あたり1億ドルと公表されている。
この計画は2機のロシアの宇宙機を利用する。1台のソユーズがソユーズロケットで低軌道に打ち上げられる。軌道に入った後、有人カプセルは月周回の際の推進力を提供する無人の月推進モジュールにドッキングする。この計画は8日から9日間が予定され、2-3日で上段に近づき、2-3日で月に近づき、約45分間、月から100kmから1000kmの位置で月の観測が行われ、2-3日で地球に戻るとされる。
スペース・アドベンチャーズは月旅行のための1席が1億5000万ドルで販売されたと公表し、2席目を販売するための交渉があることを発表した。彼らはチケットを買ったその人物の名前を明らかにしていないが、その人は良く知られているとしている。スペース・アドベンチャーズは月周回旅行が2015年に起こることを望んでいる。

## 弾道飛行への取り組み

### 弾道飛行ロケットの探求
プロエダ・システムズとFSAと共にスペース・アドベンチャーズ・エクスプローラーと呼ばれる弾道宇宙飛行システムの開発を始めた。この宇宙機はほかにも航空機や宇宙機を手がけてきたロシアの航空宇宙機関ミャスィーシチェフ製造工場が設計した。2006年の時点でスペース・アドベンチャーズの宇宙機には輸送航空機のM-55Xと5人を宇宙まで運ぶことのできるロケットから構成される機体が運用されると考えられていた。
しかし、スペース・アドベンチャーズは「非常に費用が高い」として探査プロジェクトを破棄した。

### アルマジロ弾道ロケット
アルマジロ・エアロスペースは現在弾道商用ロケットの分野で働いており、これはスペースアドベンチャーズを通して販売される。2010年4月に高度62マイルのカーマン・ラインより上の高度を飛行するための一人当たりの料金ポイントは10万2000ドルと公表された

アルマジロは宇宙旅行客を乗せて最低100kmの高度を飛ぶ垂直離着陸機（VTVL）を開発中であり、スペースアドベンチャーズはその座席を販売している。宇宙機の開発にはアルマジロとスペースアドベンチャーズが共同で出資している。しかし2013年、アルマジロのジョン・D・カーマックは、同社が資金難により活動休止に追い込まれていることを明らかにした。

## 訴訟
日本のビジネスマン榎本大輔は210万ドルを払った後、医療的な理由から宇宙飛行を取り消されたが、払い戻しがなかったためスペースアドベンチャーズを訴えた。2009年に和解に至ったことが明らかになったが詳しい内容は非公表となっている。

## テレビ番組
- 日経スペシャル ガイアの夜明け 2005年 宇宙への旅 ～未来の100兆円市場に賭けろ～（2005年12月6日、テレビ東京）[20]。- 宇宙旅行の民間ビジネスを取材。